# مالاکوف (تگزاس)
مالاکوف، تگزاس(به انگلیسی: Malakoff, Texas) شهری در ایالت تگزاس از ایالات جنوبی ایالات متحده آمریکا است. در سرشماری سال ۲۰۰۰، جمعیت این شهر ۲۲۵۷ نفر اعلام شد.